# Municipio de Washington (condado de Franklin, Misuri)
El municipio de Washington (en inglés: Washington Township) es un municipio ubicado en el condado de Franklin en el estado estadounidense de Misuri. En el año 2010 tenía una población de 13982 habitantes y una densidad poblacional de 547,35 personas por km².

## Geografía
El municipio de Washington se encuentra ubicado en las coordenadas 38°33′7″N 91°0′56″O / 38.55194, -91.01556. Según la Oficina del Censo de los Estados Unidos, el municipio tiene una superficie total de 25.55 km², de la cual 24.19 km² corresponden a tierra firme y (5.32%) 1.36 km² es agua.

## Demografía
Según el censo de 2010, había 13982 personas residiendo en el municipio de Washington. La densidad de población era de 547,35 hab./km². De los 13982 habitantes, el municipio de Washington estaba compuesto por el 96.7% blancos, el 0.69% eran afroamericanos, el 0.14% eran amerindios, el 0.54% eran asiáticos, el 0.07% eran isleños del Pacífico, el 0.68% eran de otras razas y el 1.17% pertenecían a dos o más razas. Del total de la población el 2.14% eran hispanos o latinos de cualquier raza.